# Baklâ
A les Filipines, baklâ, bayot (en cebuà) o agî (en ilongo) és una persona a la qual se li va assignar home al néixer i ha adoptat una expressió de gènere femení. Sovint es consideren un tercer gènere. Moltes baklâ se senten atretes exclusivament pels homes.
El terme oposat a la cultura filipina és tomboy (nativament lakin-on o binalaki), que es refereix a dones amb una expressió de gènere masculí (normalment, però no sempre, lesbianes). El terme normalment s'aplica incorrectament a les dones trans.
Les baklâs estan integrades socialment i econòmicament a la societat filipina, havent estat acceptades per la societat abans de la colonització occidental, moltes de les quals tenien una gran estima i exercien el paper de líders espirituals conegudes com babaylan, katalonan i altres xamans en l'època precolonial Filipina. Tanmateix, un grup minoritari de filipins desaproven o rebutgen les baklâs, generalment per motius religiosos. L'estereotip d'una baklâ és una parlorista: un travestit extravagant que treballa en un saló de bellesa; en realitat, la baklâ prospera en nombrosos sectors de la societat, des dels nivells inferiors fins als nivells superiors.

## Etimologia
En filipí i cebuà moderns, el terme «baklâ» s'utilitza normalment per significar «home efeminat» o «homosexual».
Martin F. Manalansan, un antropòleg filipí, ha identificat dos possibles orígens del terme. Un és que podria haver estat un acrònim de les paraules «babae» (que significa «dona») i «lalaki», (que significa «home»). L'altre és que es deriva de la paraula per a la xamanesa precolonial de la majoria de grups ètnics filipins, la babaylan. Tanmateix, la paraula en si s'ha utilitzat durant segles, encara que en contextos diferents. En tagalog antic, «bacla» significava «incertesa» o «indecisió». Els homes homosexuals efeminats van ser anomenats «binabaé» («com una dona») o «bayogin» (també escrit «bayugin» o «bayoguin», que significa «infèrtil»), durant el període colonial espanyol.
El poeta tagalog Francisco Balagtas va utilitzar la paraula «bacla» en referència a «una falta temporal de determinació», com es veu a les seves obres populars Florante a Laura i Orosman a Zafira. Aquest ús arcaic també es veu a l'èpica religiosa tagal del segle xvii Casaysayan nang Pasiong Mahal ni Jesucristong Panginoon Natin na Sucat Ipag-alab nang Puso nang Sinomang Babasa (Història de la passió de Jesucrist Nostre Senyor que segurament encenderà el cor de Whosoever Readeth), que es canta durant la Setmana Santa. El passatge que narra l'Agonia l'hort té un vers que diu «Si Cristo'y nabacla» (Crist estava confós).
Amb l'arribada de la Segona Guerra Mundial, el terme «baklâ» havia evolucionat per significar «temerós» o «debilitat» en tagal, i es va convertir en un terme despectiu per als homes efeminats. Un eufemisme comú per a baklâ durant aquest període va ser «pusong babae» (literalment «de cor femení»). No va ser fins a la dècada del 1990, quan el discurs més positiu sobre les identitats queer i gai va fer que el terme «baklâ» perdès la seva connotació despectiva original.
Altres termes nadius per baklâ també existeixen en altres llengües de les Filipines, alguns d'ells actualment considerats arcaics. També s'anomenen bayot, binabáye, bayen-on (o babayen-on), o dalopapa en cebuà; agî en ilonggo; dampog o bayot en waray; bantut o binabae en tausug; bantut o dnda-dnda en sinama; i labia en subanen. A més, hi ha nombrosos neologismes moderns per a baklâ, especialment dins del swardspeak, amb diferents nivells d'acceptació. Aquests inclouen termes com badáf, badíng, beki, judíng, shokì, shoklâ, sward i vaklúsh, entre molts altres.

## Definició

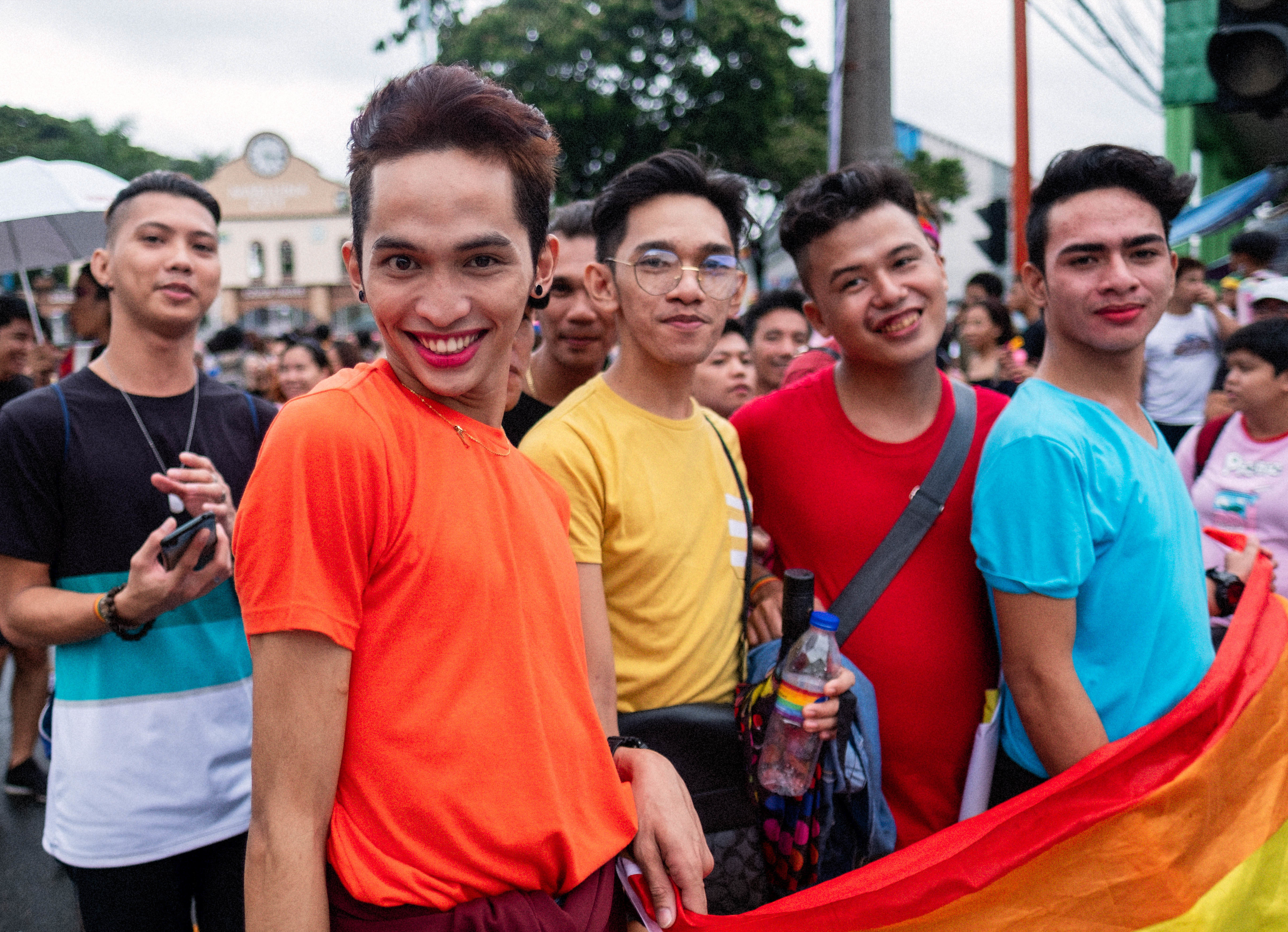
Participants de la Marxa de l'Orgull a Metro Manila, 2019

«Baklâ» és una identitat de gènere caracteritzada per l'adopció d'una expressió de gènere femenina per part dels homes. Això inclou els gestos i la parla femenins, l'ús de maquillatge, el travestiment i els pentinats llargs; tots es refereixen amb el terme paraigua «kabaklaán» (efeminació). Tanmateix, baklâ no està lligada a la sexualitat i no és una orientació sexual, per tant, no és un equivalent directe del terme català «gai». Les baklâ solen ser homes homosexuals, però en rares ocasions també poden ser homes heterosexuals o bisexuals.
Com que el terme «baklâ» denota específicament l'efeminació, tradicionalment no s'aplica als homes gais masculins. Tanmateix, a causa de la creixent globalització i la influència de les categories occidentals d'orientació sexual, «baklâ» s'ha equiparat incorrectament amb la identitat «gai» i s'ha utilitzat generalment per als homes homosexuals, independentment de la masculinitat o la feminitat de l'individu que pot presentar.
Les baklâ sovint es consideren el «tercer gènere» natural de la cultura filipina. Això s'il·lustra una rima infantil que comença enumerant quatre gèneres diferents: «noia, noi, baklâ, tomboy». Com en anglès, el terme «tomboy» (arcaic «lakin-on» o «binalaki») es refereix a dones masculines (generalment lesbianes) i és entesa com el pol oposat de baklâ.
«Baklâ» també s'utilitza habitualment com a terme per a dones trans, tot i que això és incorrecte i desaconsellat. Això es deu en gran part a l'absència de termes locals moderns per a les persones transgènere, així com al desconeixement públic general de les diferències entre homosexualitat i transsexualitat. Algunes organitzacions han impulsat l'adopció d'una nova terminologia que distingeix les persones transgènere dels baklâ, per evitar la concepció errònia despectiva comuna que les dones trans i els homes trans són simplement baklâ i tomboy que s'han sotmès a una cirurgia de reasignació de sexe. Una d'aquestes propostes l'any 2008 de la Societat de Dones Transsexuals de Filipines (STRAP) és «transpinay» (per a dones trans) i «transpinoy» (per a homes trans), tots dos derivats de l'endònim filipí «pinoy». Però encara ha de tenir una acceptació generalitzada.
La dificultat de correlacionar definicions amb la terminologia occidental es deu a la diferència fonamental en les opinions culturals sobre l'homosexualitat. Segons l'acadèmic filipí J. Neil Garcia, baklâ cauria sota el patró d'inversió de l'homosexualitat identificat pel psicobiòleg estatunidenc James D. Weinrich. Aquesta és la visió cultural on l'homosexualitat és vista com una inversió del binarisme de gènere i sexe. En el context filipí, aquest seria el binari del «loób» (el jo interior o esperit, lit. «dins») i «labás» (la forma física, lit. «fora»). Així, és semblant a hijra del sud d'Àsia i a dos esperits dels nadius americans. Això contrasta amb els altres dos patrons d'homosexualitat a tot el món, és a dir, els patrons esbiaixats per l'edat (com la pederastia a l'antiga Grècia) i els patrons de jocs de rol (com en certes cultures de l'Orient Mitjà i Amèrica Llatina).

## Història
Les relacions homosexuals en ambdós sexes eren habituals i no portaven cap estigma a les Filipines precolonials. Hi ha nombrosos relats d'homes feminitzats als primers registres espanyols. Van ser descrites com vestides de dones, treballaven en rols tradicionalment femenins i eren tractades com a dones per la comunitat. Es consideraven comparables a les dones biològiques a part de la seva incapacitat per donar a llum fills. Fins i tot es van registrar com a casades amb homes. Algunes també es van casar amb dones, tot i que això no excloïa les relacions homosexuals. Generalment, aquests homes efeminats eren coneguts com a «bayog» (també «bayok» o «bayogin»; s'escriu «bayoc» o «bayoquin» en castellà) a Luzón, i «asog» a les illes Visayas, ambdós amb significats que denoten «infertilitat» o «impotència».

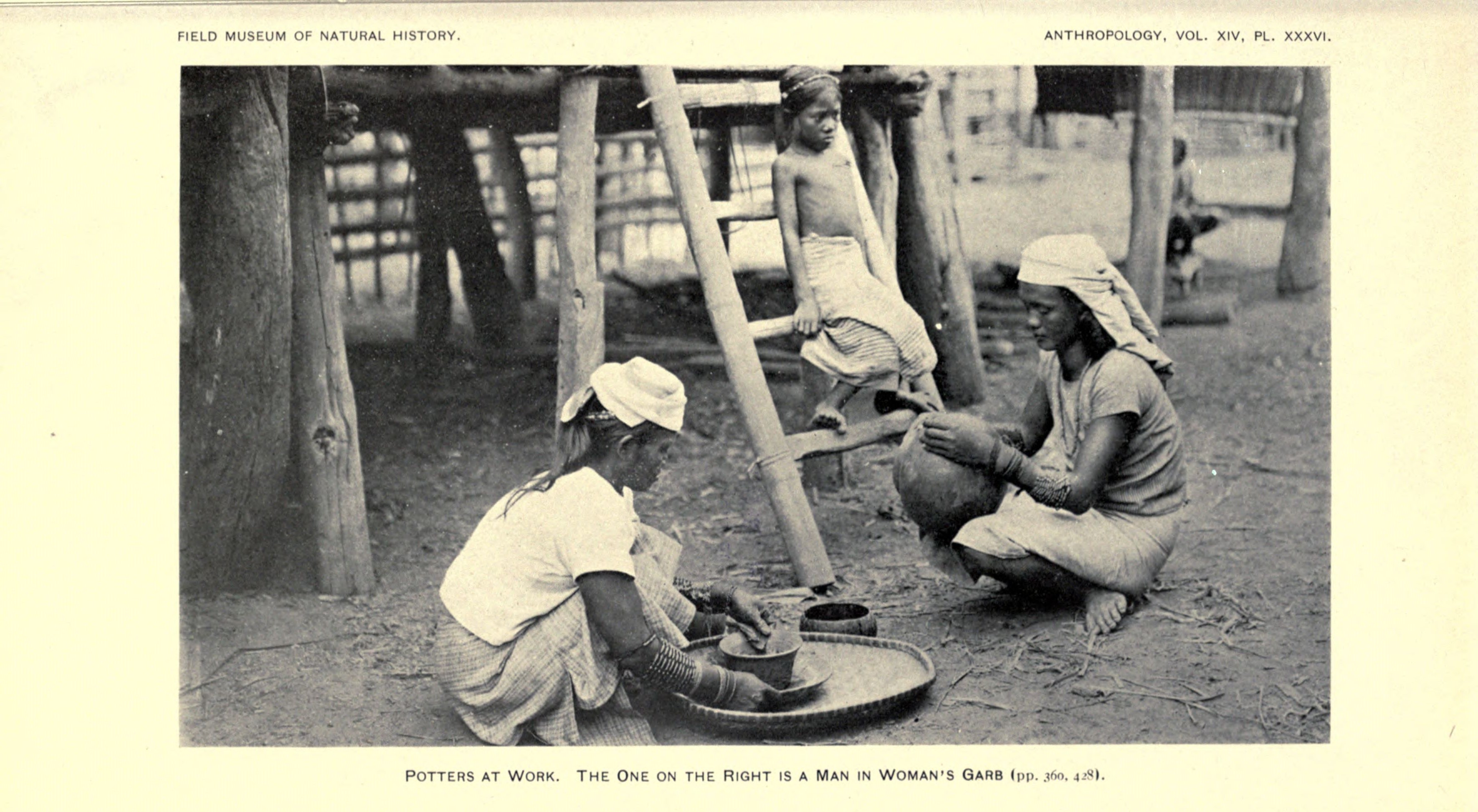
Terrissers Itneg; el de la dreta és un bayok amb vestit femení (c. 1922).

A causa de la seva associació amb el femení, es considerava que tenien més poders d'intercessió amb els «anito» (esperits ancestrals i de la natura) i, per tant, esdevenien habitualment xamans («babaylan», un paper tradicionalment femení a les cultures filipines). Això no és exclusiu de les Filipines i també era comú a les societats precolonials de la resta de les illes del sud-est asiàtic; com el «bissu» del poble Bugis, el «warok» del poble javanès i el «manang bal»i del poble iban.
Els xamans eren membres molt respectats de la comunitat com a especialistes rituals: curant els malalts, conservant històries orals, realitzant bruixeria i servint com a mitjans espirituals per comunicar-se amb els esperits ancestrals i de la natura. Estaven en segon lloc només per darrere de la noblesa en la jerarquia social, i podien actuar com a líder interí d'una comunitat (semblant a un regent o interrex) en absència del «datu».
A Historia de las islas e indios de Bisayas (1668), l'historiador i missioner valencià Francesc Ignasi Alzina registra que les «asog» es van convertir en xamanes en virtut de ser elles mateixes. A diferència de les dones xamanes, no necessitaven ser escollides ni se sotmetien a ritus d'iniciació. Tanmateix, no totes les «asog» van ser entrenades per convertir-se en xamanes. Castaño (1895) afirma que la gent de Bikol celebrava un ritual d'acció de gràcies anomenat «atang» que era «presidit per un sacerdot efeminat» anomenat «asog». La seva contrapart femenina, anomenada «baliana», l'ajudava i dirigia les dones a cantar el «soraki» en honor a Gugurang, la deïtat suprema de la mitologia Bikol. Independentment, la majoria dels xamans de la majoria de les cultures precolonials filipines eren dones.
Durant els tres segles de la colonització espanyola (1565-1898), l'Església catòlica va introduir dures mesures per reprimir tant les xamanes com les «asog». En els regnes i els governs absorbits per l'Imperi espanyol, les xamanes eren calumniades i acusades falsament com a bruixes i «sacerdotesses del diable», i van ser perseguides violentament pel clergat espanyol. Així es va perdre l'estatus anteriorment alt de la «babaylan». El paper de la dona i el relatiu igualitarisme de gènere de les cultures animistes filipines, en general, es van atenuar més sota la cultura patriarcal espanyola.
Les més afectades per aquest canvi religiós cap a les religions abrahàmiques van ser les xamanes «asog» masculins efeminitzats. Durant els segles xvii-xviii, els administradors espanyols a les Filipines van cremar a la foguera persones condemnats per relacions homosexuals i els van confiscar els seus béns, d'acord amb un decret del president de la Reial Audiència, Pedro Hurtado Desquibel. Diversos casos d'aquests càstigs van ser registrats pel sacerdot espanyol Juan Francisco de San Antonio a les seves Chronicas de la Apostolica Provincia de San Gregorio (1738–1744).
Les xamanes «asog» van ser líders de diverses revoltes contra el domini espanyol des del segle xvii fins al segle xviii. Entre els més notables hi ha l'aixecament de Tamblot de Bohol el 1621-1622 i la rebel·lió dels Tapar a Panay el 1663. Les rebel·lions posteriors dels segles xix i xx també van ser liderades per xamanes masculins efeminats. No obstant això, aquestes xamanes posteriors (conegudes col·lectivament com a «dios-dios», «pretendentes de déus») van seguir el catolicisme popular sincrètic, més que el xamanisme anito precolonial. Tot i que encara es vestien de dones en rituals, estaven casades amb dones i era poc probable que fossin homosexuals.
Els homes efeminitzats també van ser durament perseguits als grups ètnics islamitzats (aleshores recentment) a Mindanao. A  Historia de las Islas de Mindanao, Iolo, y sus adyacentes (1667), el sacerdot espanyol Francisco Combés registra que el seu «crim antinatural» va ser castigat pels pobles musulmans de Mindanao amb la mort a la foguera o ofegament, i que les seves cases i propietats també es van cremar perquè creien que era contagiós.
Va seguir la colonització estatunidenca (1898–1946), que encara que secular, va introduir la idea que l'«homosexualitat» i l'«efeminació» eren una «malaltia». Malgrat això, la colonització de les Filipines no va esborrar completament les tradicionals opinions equívoques dels filipins pel que fa a les identitats sexuals i de gènere queer i liminals. Tot i que encara hi ha àrees problemàtiques, la cultura filipina en el seu conjunt continua acceptant relativament identitats no heteronormatives com baklâ.

## Cultura

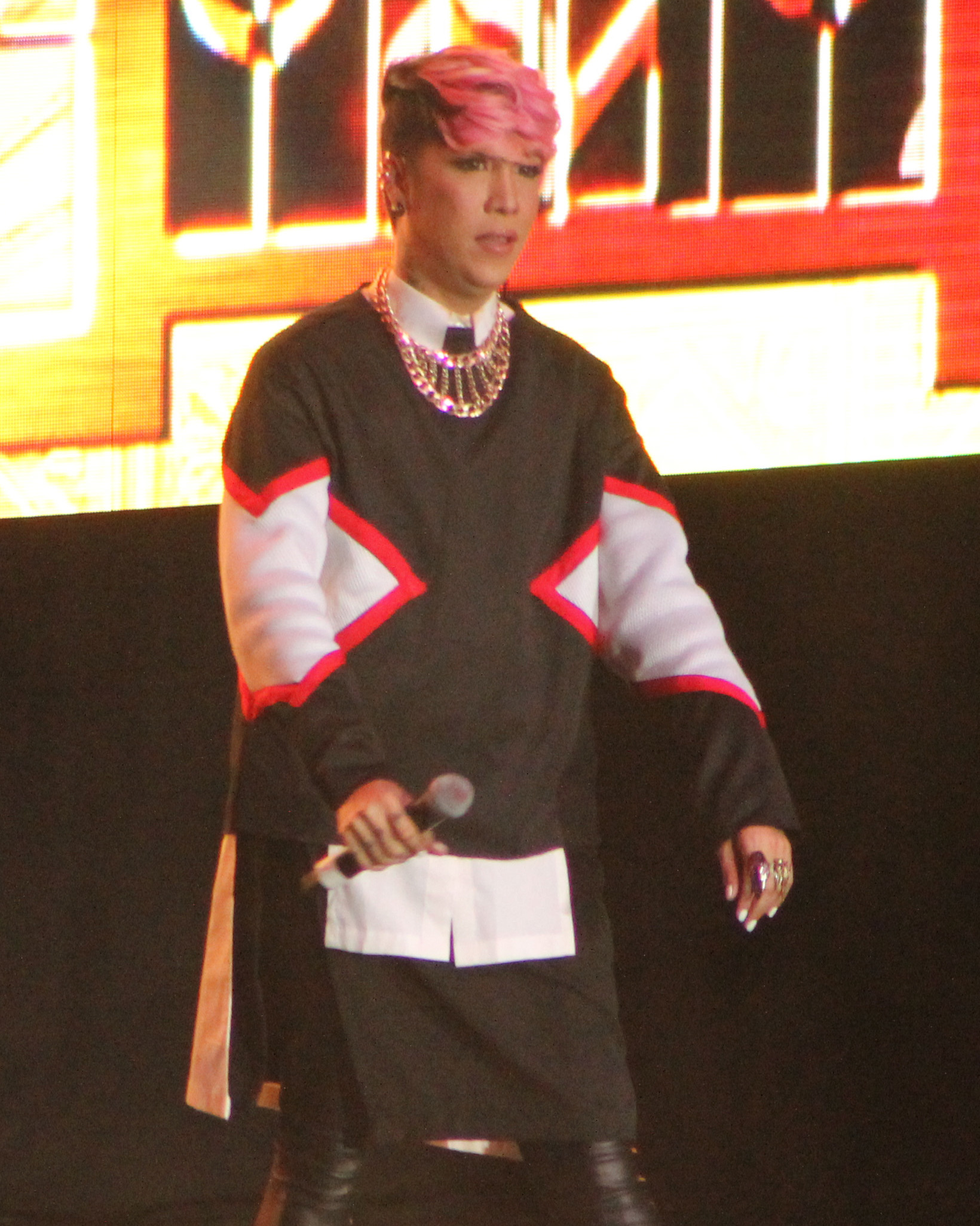
Vice Ganda, una popular còmica, actriu i personatge televisiu filipí, s'autoidentifica com a baklâ

A la segona edició de la desapareguda revista d'estil de vida gai  Icon Magazine, l'editor Richie Villarin va citar un dels anunciants de la revista dient: «No podem quedar-nos aliens al vostre mercat».
Les baklâs han estat fonamentals en l'obertura de clubs d'homosexuals a les Filipines, i també es poden trobar a les indústries de serveis, venda al detall i d'entreteniment sexual i no sexual. Malgrat la seva gran visibilitat, l'acceptació de les baklâs és limitada, especialment per als professionals gai.

### Concursos de bellesa
Les comunitats baklâ són conegudes per organitzar concursos de bellesa, amb Miss Gay Philippines d'abast nacional. Les participants modelen vestits de bany, vestits nacionals i vestits, i mostren el seu talent, com en els concursos de bellesa femení d'arreu del món.

### Swardspeak
Les baklâs tenen un argot, o llenguatge secret, anomenat «swardspeak». L'utilitzen tant els baklâs masculins com els femenins i incorpora elements del filipí, l'anglès filipí i el castellà, parlats amb una flexió hiperfeminitzada. Va ser molt estès i popular fins a la dècada del 1990, però ara es considera passat de moda a la majoria de parts de Manila. Les versions modernes de  swardspeak s'anomenen generalment «llengua beki», «lingo gai» o «llenguatge gai».
Sovint s'obren camí a la cultura filipina tradicional. Un dels primers exemples és la cançó «Bongga Ka, 'Day» (1979), la cançó més coneguda de la banda filipina de Manila Sound Hotdog. El títol de la cançó significa «Ets fabulosa, noia» i utilitza l'argot «bongga» («fabulosa»).

### Babaeng bakla
Les dones heterosexuals que desenvolupen amistats profundes o s'associen gairebé exclusivament amb la subcultura LGBT baklâ nativa es coneixen com «babaeng baklâ» (literalment «una dona que és baklâ»). Adquireixen estereotipadament els gestos, el sentit de l'humor, el llenguatge i el sentit de la moda de la baklâ. També solen ser més extravertides i socialment dominants. Es percep comunament com una autoidentificació positiva i diverses celebritats locals destacades (com Maricel Soriano i Rufa Mae Quinto) s'identifiquen obertament com «babaeng baklâ».

## Estatus legal

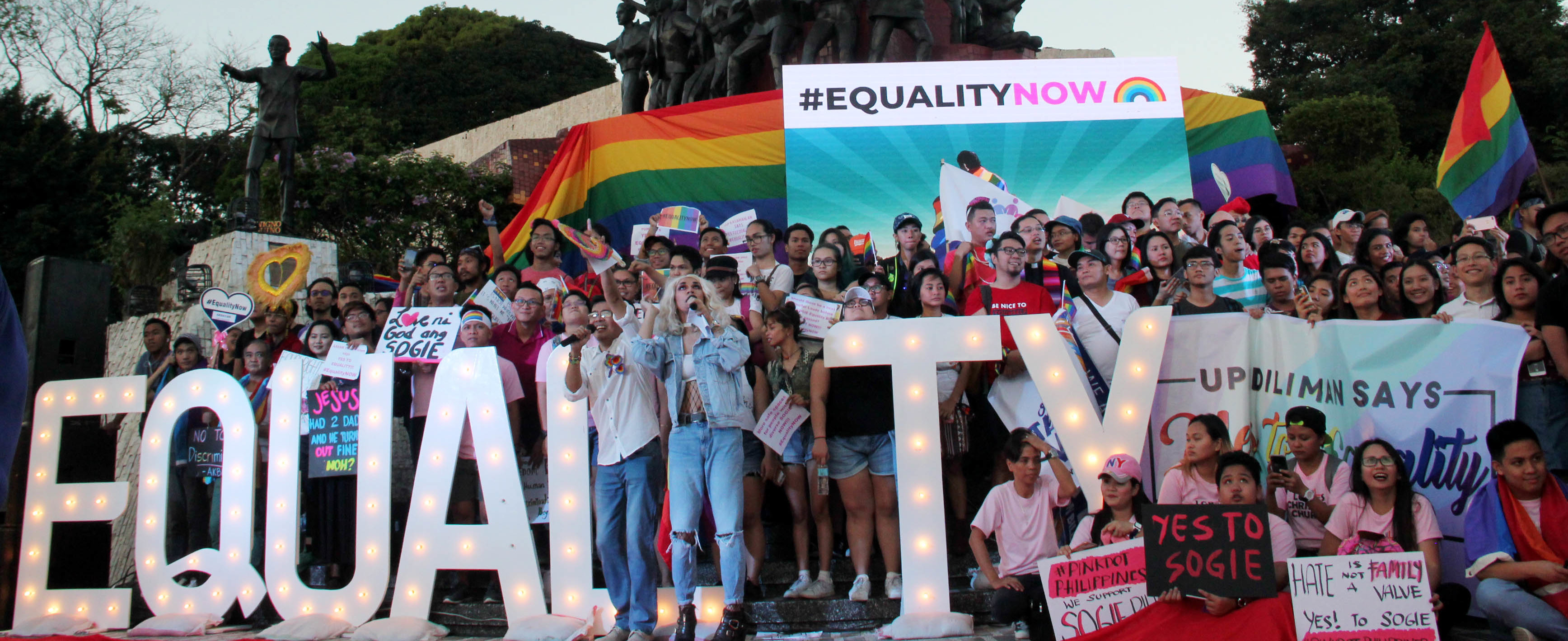
Manifestació 2018 per donar suport a l'aprovació del projecte de llei d'igualtat d'orientació i identitat i expressió de gènere (SOGIE)

Des de la independència, les relacions homosexuals no comercials entre dos adults en privat mai s'han criminalitzat a les Filipines, encara que la conducta sexual o l'afecte que es produeixen en públic poden estar subjectes a la prohibició per «escàndol greu» per l'article 200 del Codi Penal Revisat (1930) (tot i que això s'aplica a tothom, no només a les persones LGBTQ).
El desembre de 2004, es va informar que la ciutat de Marawi havia emès una ordenança que prohibeix a les baklâ sortir al públic amb roba femenina, maquillatge, arracades «o altres adorns per expressar les seves inclinacions cap a l'efeminitat». L'ordenança aprovada per l'Ajuntament de Marawi també prohibeix els texans blaus cenyits, les tops de tub i altres vestits curts. A més, les (només) dones «no han d'induir pensaments impurs o desitjos luxuriosos». L'alcalde va dir que aquests moviments formaven part d'una campanya de «net i neteja».
El matrimoni entre persones del mateix sexe no està reconegut a les Filipines, cosa que impedeix que molts homes homosexuals es casin. S'ha presentat al Congrés la legislació que intenta legalitzar el matrimoni entre persones del mateix sexe a les Filipines, però fins ara no s'ha aprovat cap.

## Religió
Filipines és predominantment cristiana, amb més del 80% dels filipins que pertanyen a l'Església catòlica romana.
La doctrina de l'Església tolera oficialment les persones amb aquestes orientacions, però condemna l'activitat homosexual com a «desordenada intrínsecament». Aquesta condemna de l'homosexualitat presenta un problema per a baklâ a causa de la possible discriminació en una societat dominada pels catòlics. Com a resultat, les joves baklâ, en particular, tenen un risc més gran de suïcidi, depressió i abús de substàncies que els seus companys heterosexuals, amb un risc que augmenta a mesura que disminueix l'acceptació dels pares.
Si bé són una minoria important, les baklâ adherides al protestantisme s'enfronten a diferents graus d'acceptació en funció de la denominació a la qual pertanyen. L'Església filipina independent, que està en plena comunió amb la Comunió Anglicana a tot el món, oficialment no avala l'homosexualitat. Diverses esglésies evangèliques i l'Iglesia ni Cristo són més fonamentalistes en doctrina i, per tant, condemnen fermament els actes homosexuals i suprimeixen aquestes identitats dins de les seves congregacions.
Els filipins no cristians que professen l'islam, el budisme, l'hinduisme i altres religions també presenten una àmplia gamma de punts de vista doctrinals. L'islam, la segona religió més gran de les Filipines (comprèn aproximadament el 5,57% de la població) comparteix opinions amb altres religions abrahàmiques en què els actes homosexuals es consideren pecaminosos. Segons el Tribunal Superior de Delhi, l'hinduisme no condemna oficialment l'homosexualitat. Pel que fa al budisme, el Dalai Lama (que és la figura més influent de la tradició Gelug del budisme tibetà) ha sostingut que l'homosexualitat és una «mala conducta sexual» per als seguidors budistes, però no la condemna per als no creients.

## Descripcions històriques
| «                                                                                     | El dotzè, «bayoguin», significava un «cotquean», un home la naturalesa del qual s'inclinava cap a la d'una dona. | » |
| — Fr. Juan de Plasencia, Customs of the Tagalogs (1589). [Blair 1906, vol. 7, p. 186] | |   |

| « | Cap. XVI. Algunes peculiaritats dels costums dels subanos...Entre aquesta nació hi ha una classe d'homes que professen el celibat i es regeixen per la llei natural, i són molt puntuals i perfectes en el seu compliment; i tal és la sensació de seguretat respecte a ells, que se'ls permet circular entre les dones sense cap por ni sospita. El seu vestit és per tot com el de les dones, amb faldilles de la mateixa moda. No utilitzen armes, ni s'ocupen de res que sigui propi dels homes, ni es comuniquen amb ells. Teixeixen les mantas que s'utilitzen aquí, que és l'ocupació adequada de les dones, i tota la seva conversa és amb dones. Per tant, el propòsit de la vida que segueixen arriba a ser més extraordinari per la seva peculiaritat i pels seus perills, considerant tant la naturalesa d'aquell país, com la poca consideració que donen als seus perills. Tan satisfets viuen, ja sigui del seu propi propòsit o de la seva disposició natural, que mai han desacreditat la seva posició amb debilitats. Eren, per dir-ho d'alguna manera, ermitans de la seva religió, i eren molt estimats. I de fet la constància de la seva vida i la modèstia dels seus costums, obligaven a respectar-los. En una nació tan bàrbar i que no coneixia Déu, sembla un prodigi digne de meravellar que una de les especials providències de Sa Divina Majestat, col·loqui tals exemples de virtut en un país on el vici tenia un domini absolut, de manera que l'experiència del ulls els fa estimar allò que l'amor de Déu no va obtenir. He conegut dos d'aquests homes, i un d'ells el vaig batejar, per al meu especial consol, mentre visitava la costa de Siocon, que s'estén per vint llegües des de Samboangan cap a Dapitan... «Labia» és el nom que donen als d'aquesta professió. Aquest es deia Tuto. | » |
| — Fr. Francisco Combes, History of Mindanao, Sulu and Adjacent Islands (1667). [Blair 1906, vol. 40, p. 161-162] | |   |

| «                                                                                       | «Retana» (Pastells and Retana's Combés, col. 786) deriva «labia» de «labi» i «a» «el que afavoreix els altres». «Tuto» ho diu Retana (ut supra, col. 790) és equivalent a «tuud-tuud» que significa «en veritat real» | » |
| — Emma Blair, The Philippine Islands Vol. XL, (1906) .[Blair 1906, vol. 40, p. 161-162] | |   |

| « | «Bayoguin- hombre cobarde que anda en trage de muger. Bayoguin ca cun di mo gauin ito!» (trad: Bayoguin- un home covard que camina amb roba de dona). | » |
| — Entrada al diccionari: «bayoguin», José Noceda, Vocabulario de Lengua Tagala (1860). [Noceda 1860, p. 454] | |   |